# Heinrich Isaac
 Heinrich Isaac  (Brabant, 1450 - Florència, 1517) va ser un compositor brabanço.
Va passar la major part de la seva carrera a Itàlia, especialment a Florència, però va ser conegut com un excel·lent representant de l'estil neerlandès. Com a compositor de la cort de l'emperador Maximilià I d'Habsburg (des 1497), li va ser permès viatjar. Va tenir molts estudiants com Ludwig Senfl i té certa importància històrica en Alemanya per ser el principal difusor del progressiu estil septentrional.
La bellesa i qualitat de les seves obres, més de 100 misses, dotzenes de motets i cançons seculars, han induït a molts a considerar-lo com el segon dels seus contemporanis, només darrere de Josquin des Prez.

## Obres

### Media
Innsbruck, ich muss dich lassen (?·pàg.)

### Misses
1. Missa Argentum et aurum;
2. Missa Chargé de deul (voor 1485);
3. Missa Comme femme desvonfortée;
4. Missa Comment peult avoir joie;
5. Missa Comment peult avoir joie;
6. Missa Een vrolic wesen;
7. Missa Et trop penser;
8. Missa Ferialis;
9. Missa La Spagna (de Bassadanze, Castila);
10. Missa Misericordias Domini;
11. Missa O Praeclara (La mi la sol);
12. Missa Quant j’ay au cueur;
13. Missa Salva nos; # Missa T’meisken was jonck;
14. Missa Une Musque de Biscaye;
15. Missa Virgo prudentissima.

### Alternatim-Missen
1. Missa de Apostolis (Magne Deus), 4v.;
2. Missa de apostolis, 5v.;
3. Missa de Apostolis, 6v.;
4. Missa de Beata Virgine (I), 4v.;
5. Missa de Beate Virgine (II), 4v.;
6. Missa de Beata Virgine (I), 5v.;
7. Missa de Beate Virgine (II), 5v.;
8. Missa de Beate Virgine, 6v.;
9. Missa de confessoribus, 4v.;
10. Missa de confessoribus, 5v.;
11. Missa de martyribus, 4v.;
12. Missa de martyribus, 5v.;
13. Missa de virginibus, 5v.; # Missa Paschale (I), 4v.;
14. Missa paschale (II) (ad organum), 4v.;
15. Missa paschale, 5v.;
16. Missa paschale, 6v.;
17. Missa solenne, 4v.;
18. Missa solenne, 5v.;
19. Missa solenne, 6v.

### Motets
1. Accessit ad pedes Jesu, 4v.;
2. Alma redemptoris Mater, 4v.;
3. Angeli, Archangeli, 6v.;
4. Anima mea liquefacta est, 4v.;
5. Argentum et Aurum, 4v.;
6. Ave Ancilla trinitatis, 4v.;
7. Ave Regina caelorum (I), 4v.;
8. Ave Regina caelorum (II) 4v.;
9. Ave sanctissima Maria, 4v.;
10. Benedic Anima mea Domino, 4v.;
11. Christus Surrexit, 6v.;
12. Cum esset desponsata Mater, 4v.;
13. Defensor noster asprice, 4v.;
14. Dies est laetitiae, 4v.; # Discubuit jesus, 4(?) v. (Altus ontbreekt);
15. Ecce sacerdos magnus, 4v.;
16. Gaude dei genitrix, 4v.;
17. Gratias Refero tibi, 3v.;
18. Hodie Deus Homo factus, 4v.;
19. Hodie Scietis quia veniet, 5v.;
20. Illumina oculos meos, 3v.;
21. In Convertendo Dominus, 4v.;
22. Inviolata, integra et casta, 5v.;
23. Ista est speciosa, 4 (?) v. enkel Superius en Bassus;
24. Judea et Jerusalem, 4v.;
25. O Decus ecclesiae, 5v.;
26. O Maria, Mater Christi, 4v.;
27. Optime Divino, 6v.;
28. Oratio Jeremiae Prophetae: Recordare, 4v.;
29. Parce Domine populo tuo, 4v.;
30. Prophetarum Maxime, 4v. (vermoedelijk tussen 1484 en 1496 in Firenze gecomponeerd);
31. Quae est ista, 4v.;
32. Quid retribuam Domino... Credidi, 4v.;
33. Quid Retribuam tibi, Leo, 3v. (1510 / 1517, Lofbetuiging aan Paus Leo X);
34. Recordare Jesu Christe, 5v.;
35. Regina Caeli laetare, 5v.;
36. Salve Regina Misericordiae (II), 4v.;
37. Salve Regina Misericordiae (III), 4v;
38. Salve Virgo Sanctissima. 2. Ora precor Mater, 4v.;
39. Sancta Maria Virgo, 4v.;
40. Sancti Spiritus assit, 4v. (n.a.v. de Rijksdag van Constanz, 1507);
41. Spiritus Sanctus in te, 6v.;
42. Sub tuum Praesidium, 4v.;
43. Te mane laudum Carmine, 4v.;
44. Tota pulchra es, 4v.;
45. Tristitia vestra vertatur, 3v.;
46. Veni Sancte Spiritus, 4v.;
47. Verbum caro factum est, 4v.;
48. Virgo prudentissima, 4v;
49. Virgo prudentissima, 6v. (n.a.v. de Rijksdag van Constanz, 1507. Tekst van Joachim von Watt (Vadian) of Georg Slatkonia?).

### Obra profana

#### Amb text francès o neerlandès
1. Adieu fillette de regnon;
2. An buos (richtig: Au bois?);
3. Comment peult avoir joye (I) (= Et incarnatus der Missa Comment peult /Wohlauff, 4v. en Et in Spiritum der Missa Comment peult /Wohlauff 6v.);
4. Comment peult avoir joye (II) (= Pleni der Missa Comment peult /Wohlauff, 4v en Patrem der Missa Comment peult /Wohlauff 6v.;
5. Digau a les donzelles. (Pour vostre amour.);
6. En l'ombre. (Il n'est plaisir.);
7. Et je boi d'autant;
8. Et qui la dira;
9. Fille vous aves mal gardé;
10. Gracieuse plaisante (een zetting voor klavier is bewaard gebleven);
11. Helas que devera;
12. Helogierons nous;
13. J’ay pris amours;
14. J’ay pris amours, 4v. (I);
15. J’ay pris amours, 4v. (II);
16. Je ne puis vivre;
17. Le Serviteur;
18. Maudit soit c’il qui trouva;
19. Mon pere m’a donnè mari;
20. O Venus bant;
21. Par ung chies do cure;
22. Par ung jour de matinee. (Hab mich lieb);
23. Pour vous plaisirs. (Parcere prostratis);
24. Serviteur suis. (Je suys malcontent);
25. Tart ara.

#### Amb texte italià
1. A La Battaglia (1485 – 1489);
2. Corri fortuna;
3. Fammi una gratia, amore:
4. Fortuna desperata;
5. Fortuna desperata in mi (I);
6. Fortuna desperata in mi (II);
7. Hor’ e di maggio;
8. (La) Martinella (I):
9. La Martinella (II);
10. La Morra. (Dona gentile);
11. La Piu vagha et piu bella;
12. La Spagna;
13. Lasso, quel ch’altri fugge (de baspartij is verloren gegaan);
14. Lieto et contento amore;
15. Morte che fai?:
16. Ne piu bella di queste (1485 / 1495);
17. Palle, palle (1485 / 1495);
18. Questo Mostrarsi adirata (Tekst: Angelo Poliziano; 1485 / 1495);
19. Sempre giro piangendo;
20. Un di lieto giamai (Tekst: Lorenzo de Medici, 1485 / 1495);

#### amb texte alemany
1. Ach Hertzigs K.;
2. Ach, was will doch mein Hertz;
3. Al mein mut;
4. Bruder Conrat (=Agnus III der Missa Carminum.);
5. Christ ist erstanden;
6. Christus ist erstanden;
7. Der Hund;
8. Der Welte fundt;
9. Ein Vrolic Wesen;
10. Erkennen thu mein traurigs G’müt;
11. Erst weiss ich (Carmen);
12. Es het ein Baur;
13. Es wolt ein meydlein (Dich mutter Gottes);
14. Freundtlich und mild;
15. Greiner, Zancker, Schnöpfitzer;
16. Ich stund an einem Morgen;
17. In Gottes Namen fahren wir (I);
18. In Gottes Namen fahren wir (II);
19. In meinem Sinn (I);
20. In meinem Sinn (II);
21. In meinem Sinn (III);
22. I(nn)sbruck, ich muss dich lassen (I);
23. Kein Ding auff erd (ook aan Wolfgang Grefinger toegeschreven);
24. Kein Frewd hab ich;
25. Las Rauschen;
26. Maria Junckfrow hoch gebor’n;
27. Mein Freud allein;
28. Mein Mütterlein;
29. O weiblich Art (Ach weiplich Art);
30. O werdes Glück;
31. Suesser Vatter;
32. Suesser Vatter (Die zehn gebot);
33. Wann ich des Morgens;
34. Was frewet mich;
35. Wohlauff, gut G’sell (=Qui tollis der Missa Comment peult / Wohlauff I,II) Contrafact;
36. Zart liepste Frucht;
37. Zwischen Perg und tieffe Tal;

#### Amb texte llatí
1. Genitile Spiritus;
2. Nil prosunt lacrimae;
3. Quis dabit capiti meo;
4. Sub cujus patula (Klaagzang op de dood van Lorenzo de Medici (1492) van Angelo Poliziano);
5. Quis dabit pacem (Klaagzang op de dood van Lorenzo de Medici (1492), gebaseerd op Seneca's Hercules Oetaeus (vs. 1514-45; 1580-86)).

#### Quodlibets
1. De tous biens playne /Et qui luy dira;
2. Donna di dentro / Dammene un pocho /Fortuna d'un gran tempo;
3. Fortuna desperata / Bruder Conrat;
4. Fortuna desperata / Sancte Petre;
5. Sanctus (Fortuna desperata);
6. Sustinuimus pacem / En L'ombre / une Musque.

#### Obra sense texte
1. Carmen in fa (=Pleni der Missa Lalahe);
2. Carmen in fa;
3. La la hö hö (=Gloria der Missa Lalahe);
4. La mi la sol (= Patrem und Et unam sanctam der Missa O praeclara) 1502;
5. My my (Rondeau?);
6. VI Cançons sense text per a tres veus i II cançons sense texte per a quatre veus;